# 深愛
深愛是日本聲優、歌手水樹奈奈第19張單曲。2009年1月21日由King Records發售，商品番號KICM-1270。

## 概要
- 於水樹奈奈的父親逝世後的一星期錄音，水樹本人有商討過是否需要將錄音時間推遲，但結果還是依照原定計劃。
- 發售日1月21日當天是水樹奈奈自身的生日。雖然曾經幾次在1月發售自己的音樂作品，不過在生日當天發售卻是第一次。
- 是水樹奈奈自第一張單曲以来，再一次在唱片名稱中完全用日語表記的作品，包括全部單曲、專輯、DVD作品在內，也是八年來的第一次。汉字标题则是从SUPER GENERATION收录的《光》以来的第一次。
- 同上一张单曲Trickster一样，全3曲收錄，水樹自己說「給人一種懷舊印象」。
- 本作的主打曲「深愛」是基於動畫《白色相簿》寫下的一首敘事曲。最初的曲名，曾錯誤的使用了「LOVE」一詞[2]，在得到「日語會好一點、漢字則更佳」的建議，考慮之後作出修改。歌詞則是在聽過曲子并看過白色相簿的劇本敘事走向之後填好的。同敘事曲「Heart-shaped chant」一樣，邀請豎琴演奏家上松美香參加演奏。並且參與PV的演出。
- 水樹奈奈藉著這首歌曲首度在MUSIC JAPAN中演出（於2009年2月5日播映）。
- c/w曲「PRIDE OF GLORY」是一首快節奏的舞曲。水樹本人說，曲子很有90年代歐陸舞曲的風格，日語歌詞的靈感來自英語，是「Astrogation」的續篇。
- 另一首c/w曲「午前0時Baby Doll」是词作者SAYURI和水树本人谈过之后才完成填词工作。要给人一种「80年代的感觉」「大人的灰姑娘」的印象。这首歌是「Astrogation」的一种延续。
- 初回盘特典卡付。
- PV在福井县县立音乐堂完成摄影工作。
- 1月21日当天获得Oricon公信榜日间最终排名第1位，这也是水树本人的单曲第一次排名第1。
- 這首也是在第60回NHK紅白歌合戰中，水樹演唱的曲目。

## 收錄曲
1. 深愛（4:53）
作詞：水樹奈奈 作曲：上松範康（Elements Garden），編曲：藤間仁（Elements Garden）
  - UHF放送局電視動畫白色相簿片頭曲（OP）
  - 日本電視台系列放送《音樂戰士 MUSIC FIGHTER》2009年1月熱力推薦曲。
2. PRIDE OF GLORY（4:38）
作詞：Hibiki　作曲・編曲：渡邊未来
  - 日本電視台節目2009年1月片尾曲
3. 午前0時Baby Doll（4:20）
作詞：SAYURI　作曲：杉田陽平　編曲：nishi-ken
  - TOKYO FM《GOLD RUSH 水樹奈奈的M的世界》片尾曲

## 幕后工作人员
全部歌曲
- 水樹奈奈：主唱（和声）

- 「深愛」

- 爵士鼓：村石雅行
- 贝司：美久月千晴
- 吉他：渡邊格（cherry boys）
- 竖琴：上松美香
- 弦乐：篠崎正嗣Strings
- 双簧管：石橋雅一
- 其他音源、编曲：藤間仁（Elements Garden）

- 「PRIDE OF GLORY」

- 和声：kanami watanabe
- 其他音源：渡边未来

- 「午前0時Baby Doll」

- 键盘手、吉他、编曲：nishi-ken
- 和声：唄奴

## 脚注
1. ↑  官方Blog 的存檔，存档日期2012-03-21.
2. ↑  弦乐部的首席小提琴手篠崎正嗣曾经在他自己的BLOG上传藤間仁編曲的「LOVE FIELD　水樹奈奈」的乐谱照片